# Projecte A119

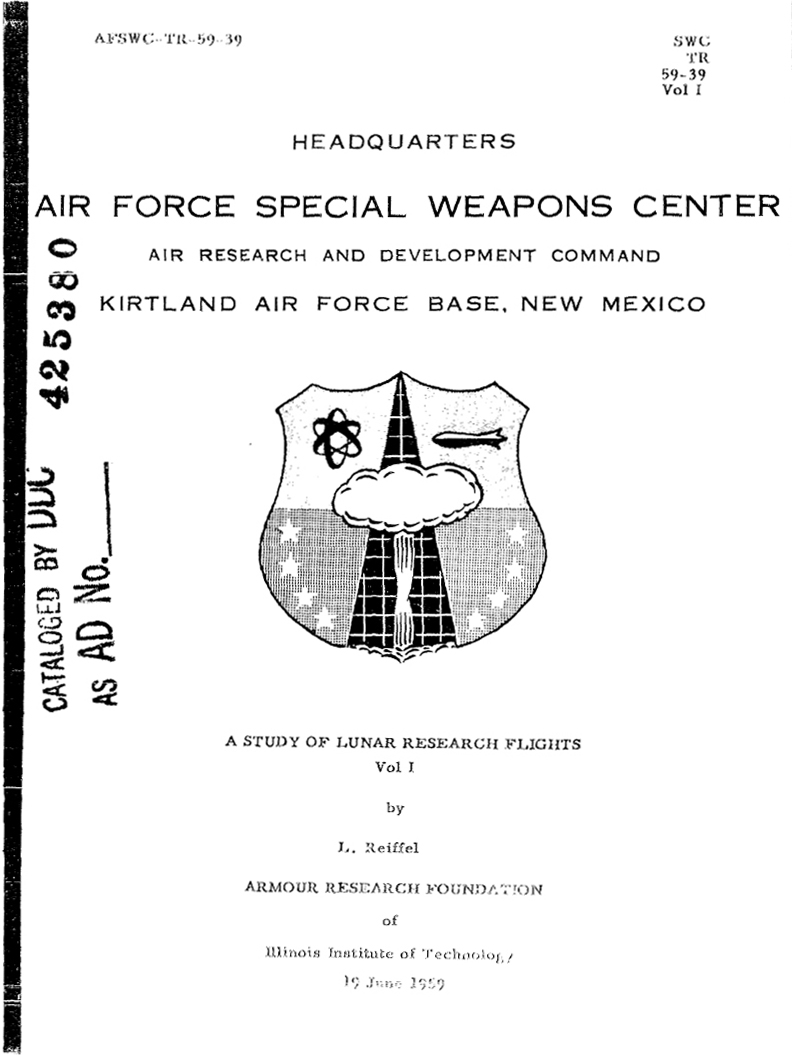
Coberta de A Study of Lunar Research Flights – Volume I

El projecte A119, també conegut com a "A Study of Lunar Research Flights", va ser un pla d'alt secret desenvolupat en 1958 per la Força Aèria dels Estats Units. L'objectiu del projecte va ser detonar una bomba nuclear a la Lluna que hagués ajudat a respondre alguns dels misteris en astronomia planetària i astrogeologia, que si s'hagués col·locat l'explosiu fora d'un cràter lunar, el flaix de la llum de l'explosió hagués sigut fàcilment visible per les persones a la Terra a ull nu, una mostra de força que resultaria en un possible impuls de la moral de la ciutadania en les capacitats dels Estats Units, que llavors era necessària, ja que la Unió Soviètica havia liderat els inicis de la Cursa Espacial que estaven treballant en un projecte semblant.
Però ni els soviètics ni el Projecte A119 americà van ser duts a terme, sent cancel·lats bàsicament a la por de la reacció negativa del públic, amb la potencial militarització de l'espai com a significat resultant, i perquè l'allunatge indubtablement era una fita més popular als ulls dels americans i al públic internacional.
L'existència del projecte americà va ser revelat en 2000 per un anterior executiu de la National Aeronautics and Space Administration (NASA), Leonard Reiffel, que va liderar el projecte en 1958. Un jove Carl Sagan va formar part de l'equip responsable per predir els efectes d'una explosió nuclear en baixa gravetat i avaluar el valor científic del projecte.
Els documents del projecte van romandre en secret durant 45 anys, i malgrat les revelacions de Reiffel, el govern dels Estats Units mai va reconèixer oficialment la participació en l'estudi.

## Rerefons
Durant la Guerra Freda, la Unió Soviètica es va posar en el lideratge de la Cursa Espacial amb el llançament del Spútnik 1 el 4 d'octubre de 1957. El Spútnik va ser el primer satèl·lit artificial en òrbita al voltant de la Terra, i la sorpresa del llançament amb èxit, agreujada pel fracàs rotund del Projecte Vanguard per llançar un satèl·lit americà després de dos intents fallits, va ser desembocar en l'anomenada "crisi de l'Spútnik", que va provocar l'impuls per a l'inici de la Cursa Espacial. Intentant recuperar territori perdut, els Estats Units es van embarcar en una sèrie de nous projectes i estudis, que eventualment van incloure el llançament de l'Explorer 1 i la creació de la Defense Advanced Research Projects Agency (DARPA) i la NASA.

## Projecte
En 1949, l'Armour Research Foundation (ARF), situada en l'Illinois Institute of Technology, va començar a estudis els efectes de les explosions nuclears en l'entorn. Aquests estudis van continuar fins al 1962. En maig de 1958, l'ARF va començar de forma encoberta les investigacions de les conseqüències potencials d'una explosió atòmica a la Lluna. El principal objectiu del programa, que va funcionar sota els auspicis de la Força Aèria dels Estats Units, que va proposar el projecte originalment, va ser causar una explosió nuclear que fos visible des de la Terra. S'esperava que aquesta acció injectaria moral a la ciutadania americana.
Durant la concepció del projecte, els diaris van informar d'un rumor que la Unió Soviètica estava planejant detonar una bomba d'hidrogen a la Lluna. D'acord amb informes de premsa a finals de 1957, una font anònima va divulgar a un agent del Servei Secret dels Estats Units que els soviètics havien planejat commemorar l'aniversari de la Revolució d'octubre causant una explosió nuclear a la Lluna per coincidir amb un eclipsi lunar el 7 de novembre. Els informes de premsa van publicar rumors que el llançament tindria com a objectiu la cara oculta del terminador—El Projecte A119 també considerava aquest límit com a objectiu per a una explosió. També es va informar que un error en arribar a la Lluna podria resultar en un míssil retornant a la Terra.
Una idea semblant d'Edward Teller, el "pare de la bomba H", en febrer de 1957, va proposar la detonació de dispositius atòmics prop o en la superfície lunar per analitzar els efectes de l'explosió.

### Investigació

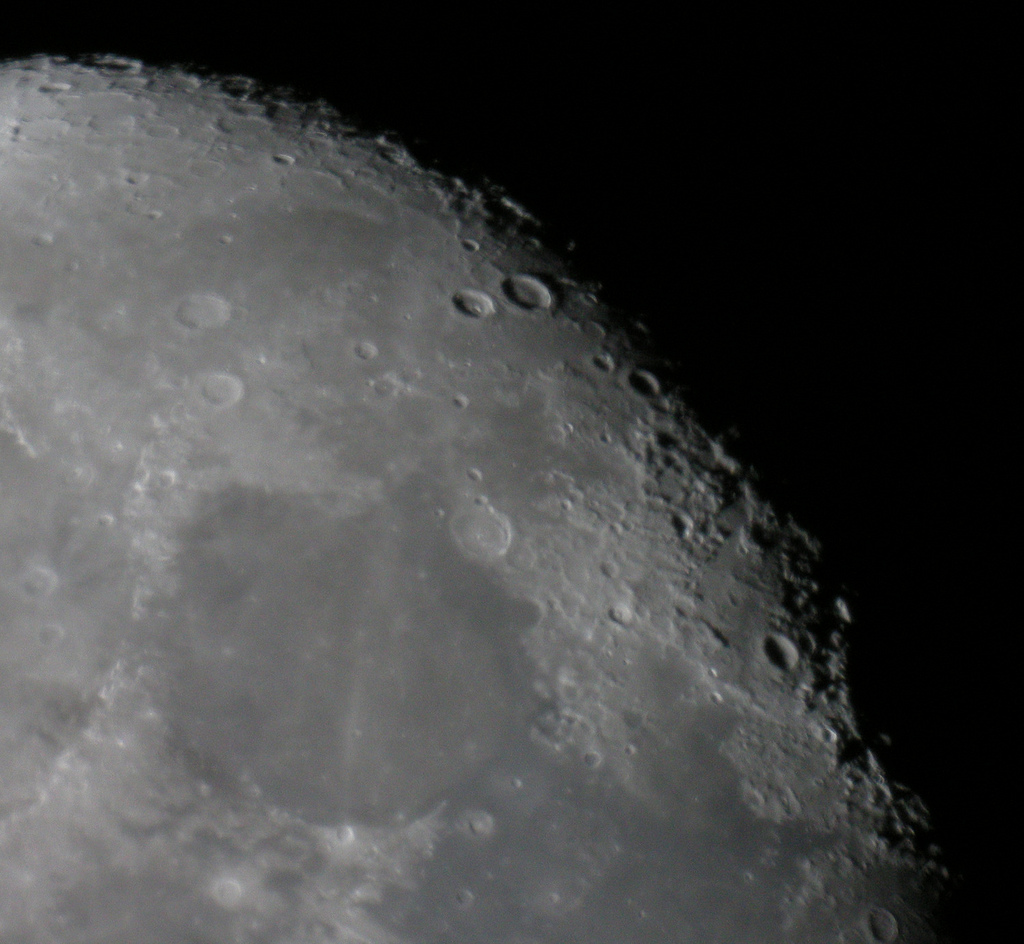
L'explosió estava pensada per tenir lloc en el terminador de la Lluna, per a una màxima visibilitat des de la Terra.

Un equip format per deu membres liderat per Leonard Reiffel a l'Illinois Institute of Technology de Chicago, va estudiar la visibilitat potencial de l'explosió, els beneficis a la ciència, i les implicacions per a la superfície lunar. Entre aquests membres de l'equip d'investigació es trobava l'astrònom Gerard Kuiper i el seu estudiant doctoral Carl Sagan, que va ser responsable de la projecció matemàtica de l'expansió d'un núvol de pols a l'espai al voltant de la Lluna, un element essencial en determinar la visibilitat des de la Terra.
Els científics van considerar inicialment la utilització d'una bomba d'hidrogen per al projecte, però les Forces Aèries van vetar aquesta idea a causa del gran pes que podria suposar aquest dispositiu, que seria massa pesat per a ser propulsat pel míssil utilitzat. Llavors es va pensar a utilitzar una ogiva W25, que es tractava d'una ogiva petita i lleugera amb 1,7 quilotones de rendiment. En contrast, la bomba Little Boy llançada en la ciutat japonesa d'Hiroshima en 1945 tenia un poder de destrucció de 13–18 quilotones. El W25 hauria sigut transportat per un coet cap a la cara oculta de la Lluna, prop del terminador, on seria detonat en l'impacte. El núvol de pols resultant de l'explosió seria il·luminat pel Sol i, per tant, visible des de la Terra. D'acord amb Reiffel, el progrés de les Forces Aèries en el desenvolupament de míssils balístics intercontinentals podria realitzar un llançament factible en el 1959.

### Cancel·lació
El projecte va ser eventualment cancel·lat per les Forces Aèries el gener de 1959, aparentment per la por de la reacció negativa del públic i el risc a la població sobre qualsevol error en el llançament. Un altre factor, citat pel líder del projecte Leonard Reiffel, van ser les possibles implicacions d'una pluja radioactiva per a futurs projectes d'investigació lunar i la colonització.
Uns informes posteriors van demostrar que el projecte equivalent soviètic va existir, però diferien de l'escenari informat per la premsa. Iniciat el gener de 1958, formava part d'una sèrie de propostes amb el nom clau "E". El Projecte E-1 comportava plans per arribar a la Lluna, mentre que els projectes E-2 i E-3 es destinaven a enviar una sonda espacial al voltant de la cara oculta de la Lluna per prendre fotografies de la seva superfície. L'etapa final del projecte, E-4, era un atac nuclear a la Lluna com a demostració de força. Com en el pla americà, la sèrie E de projectes va ser cancel·lada encara en etapes de planificació a causa de les preocupacions en la seguretat i fiabilitat del vehicle de llançament.

## Conseqüències
La realització del Tractat de prohibició parcial de proves nuclears en 1963 i el Tractat de l'espai exterior en 1967, van prevenir de l'exploració futura el concepte de detonació d'un dispositiu nuclear a la Lluna. Això no obstant, en aquell temps, els Estats Units i la Unió Soviètica van realitzar diverses explosions nuclears a gran altitud, incloent-se en l'Operació Hardtack I, Operació Argus, Operació Dominic I i II, i el Projecte K.

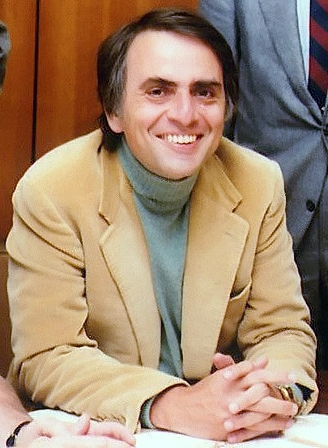
El Projecte A119 va arribar a la llum a causa de la investigació realitzada per un biògraf de Carl Sagan.

En 1969, els Estats Units van aconseguir una victòria considerable en la Cursa Espacial després de l'èxit de la missió Apollo 11. En el desembre d'aquell any, el científic de l'Apollo Gary Latham va suggeir la detonació d'un dispositiu nuclear més aviat petit en la Lluna per facilitar investigacions geològiques. Aquesta idea va ser descartada, ja que interferia amb els plans de mesurar la radiació natual de fons de la Lluna.
L'existència del Projecte A119 va romandre en secret durant molt de temps fins a mitjans de 1990, quan l'escriptor Keay Davidson va descobrir la història mentre investigava la vida de Carl Sagan per a una biografia. La involucració de Sagan amb el projecte va ser aparentment per la seva aplicació en una beca acadèmica al Miller Institute de la Universitat de Califòrnia a Berkeley en 1959. En l'aplicació, Sagan va donar detalls de la investigació del projecte, i Davidson va creure que era una violació de la seguretat nacional. La filtració consistia que Sagan revelava els títols de dos documents classificats del projecte A119—el document en 1958 de Possible Contribution of Lunar Nuclear Weapons Detonations to the Solution of Some Problems in Planetary Astronomy, i el de 1959 de Radiological Contamination of the Moon by Nuclear Weapons Detonations. Un document de 1958 amb títol de Cosmic Radiation and Lunar Radioactivity, acreditat a I. Filosofo, que també va ser anomenat per Sagan en un document de 1961 escrit pel United States National Research Council. Es van crear gairebé vuit informes del projecte, tots sent destruïts en 1987.
La biografia resultant—Carl Sagan: A Life—va ser publicada en 1999. Poc després, una anàlisi publicada a Nature va destacar la descoberta de la informació filtrada. Això va fer que Reiffel trenqués la seva anonimitat i escrigués una carta a la revista confirmant l'activitat de Sagan sent considerat una fuita en la confidencialitat del projecte. Reiffel va veure l'oportunitat de revelar els detalls dels estudis, i les seves declaracions van ser posteriorment informades als mitjans. L'admissió pública de Reiffel en el projecte va ser acompanyada per la seva denúncia del treball realitzat amb el científic, ja que estava "horroritzat en aquest gest d'influir en l'opinió pública".
Com a resultat de la publicitat de la correspondència creada, es va interposar la sol·licitació de llibertat d'informació sobre el Projecte A119. Només va ser llavors quan es va fer públic el A Study of Lunar Research Flights – Volume I, en quaranta anys després de la seva concepció. Es va realitzar la recerca dels altres volums de la documentació, això no obstant, es va revelar que van ser destruïts en la dècada de 1980 per l'Illinois Institute of Technology.
El Dr. David Lowry, un historiador nuclear del Regne Unit, va citar que les propostes del projecte eren "obscenes", afegint "si s'hagués produït, mai hauríem tingut la imatge romàntica de Neil Armstrong realitzant "un pas de gegant per a la humanitat"."

## Explosions en ciència lunar

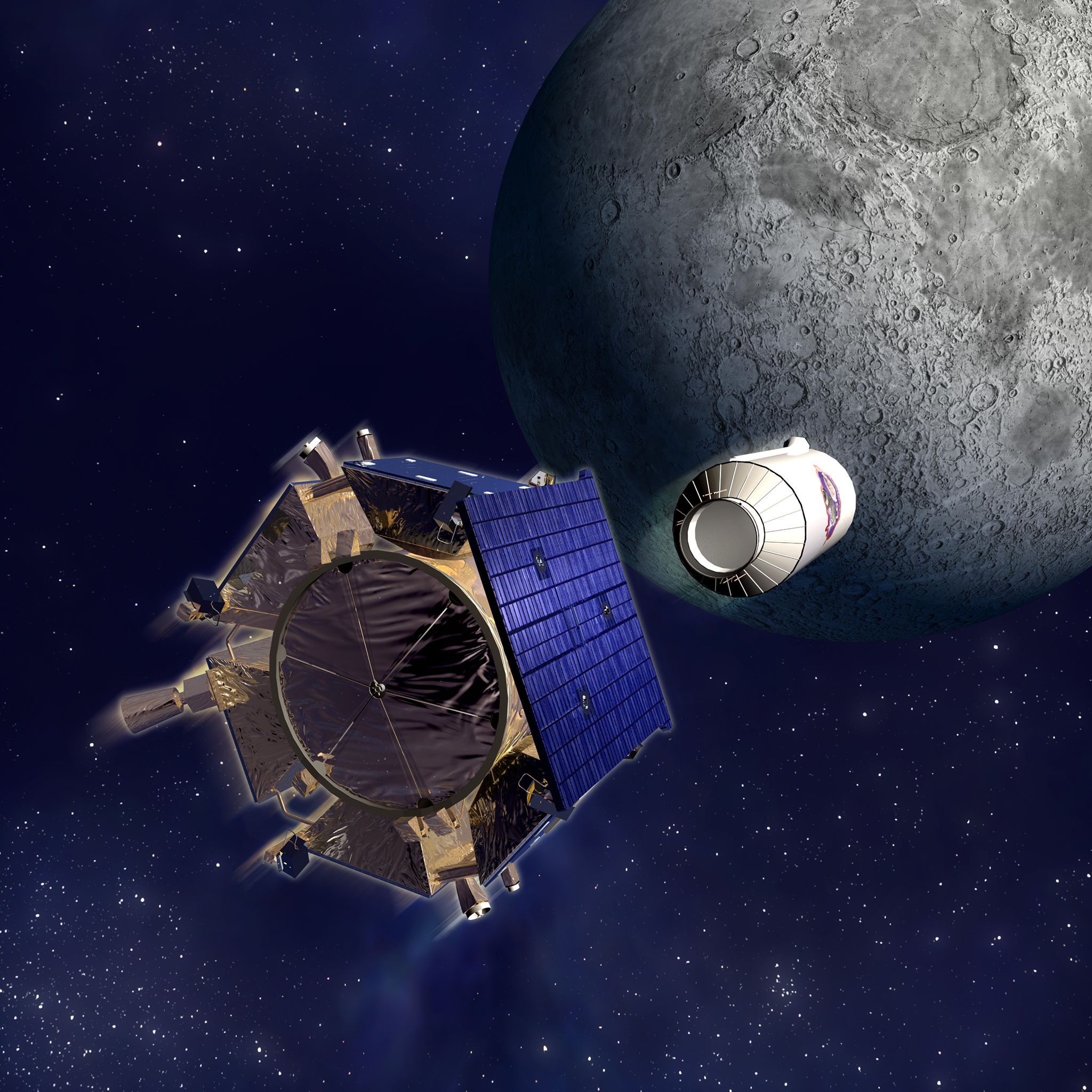
Una il·lustració de l'impactador "Centaur" (tercera etapa del coet) del LCROSS i la nau pastora en l'aproximació per a la impacte amb el pol sud lunar el 9 d'octubre de 2009. El impacte del Centaur va ser estimat que excavaria més de 350 tones mètriques de material lunar i crearia un cràter de 20 m de diàmetre en una profunditat de 4 m. La major part del plomall de material expulsat pel Centaur, es va creure que romandria en altituds lunars per sota dels 10 km.

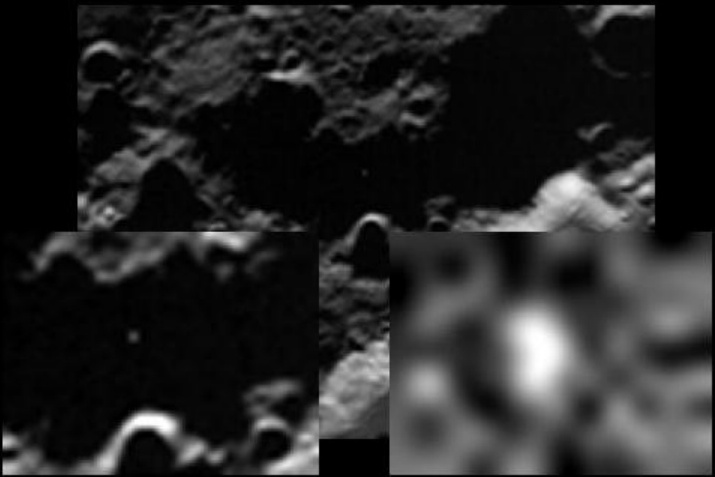
El flaix feble de l'impacte del Centaur del LCROSS. Es va esperar que les anàlisis espectrals del plomall de l'impacte resultant ajudarien a confirmar les troballes preliminars de la Clementine i el Lunar Prospector que va donar a entendre que podria haver aigua congelada en les regions permanentment ombrejades a la Lluna. Els científics de la missió van creure que el plomall de l'impacte del Centaur seria visible a través de telescopis de nivell amateur amb apertures petites de 25 a 30 centímetres.
Però no es va observar cap plomall pels telescopis amateur. Ambdós impactes només van poder ser monitorats per observatoris professionals terrestres i estructures observacionals orbitals, com el Telescopi Espacial Hubble.

Un explosiu químic estable en buit amb fonts sísmiques omplert en pots de munició de morter, van ser utilitzats com a part dels Apollo Lunar Active Seismic Experiments. Aquests experiments explosius feien possible la investigació de la composició del mantell lunar durant el Programa Apollo, anàleg a la pràctica de l'exploració geofísica de la prospecció mineral amb explosius químics en sismologia de reflexió en "sondatge sísmic profund".
Els objectius científics del Projecte A119 haurien sigut la detonació d'un petit dispositiu nuclear (equivalent a més de 1700 tones de TNT) a la Lluna per poder facilitar la investigació geològica. Però això podria ser aconseguit utilitzant mitjans no nuclears, per exemple, utilitzant una explosió resultant de més baix rendiment creat per la prospecció d'aigua en la missió del LCROSS (Lunar Crater Observation and Sensing Satellite), que va ser llançat en 2009 i que va alliberar l'energia cinètica de l'impactador "Centaur", amb una massa de 2305 kg i una velocitat d'impacte de 9000 km/h.
La qüestió si el LCROSS trobés aigua formava una important influència dels propòsits dels Estats Units en crear una base lunar. El 13 de novembre de 2009, la NASA va confirmar que l'aigua va ser detectada després que el Centaur impactés en el cràter. El impactador d'energia cinètica del "Centaur" del LCROSS va ser no obstant amb falta de potència i, per tant, un èxit parcial, sense produir el flaix visible des de la Terra esperat, sense poder excavar i vaporitzar suficient material subterrani per a una anàlisi espectral complet de sòl lunar, que hagués sigut possible identificar la composició del sòl lunar a una alta profunditat.